# Нису га очекивали
Нису га очекивали је слика руског уметника реалисте Иље Рјепина настала између 1884. и 1888. године. Приказује повратак једног народника из избеглиштва и реакцију његове породице. Слика је део Рјепинове серије Народники, која укључује још четири уметничка дела.
Рјепин је почео да ради на раним верзијама слике 1884. године у својој сеоској кући у Мартишкину. Исте године је приказао слику на дванаестој путујућој изложби Передвижникија, групе руских уметника реалиста који су путовали по Русији да би организовали уметничке изложбе, прво у Санкт Петербургу, а затим и у другим градовима Русије.
Слику је откупио Павел Третјаков 1885. за излагање у својој галерији. Међутим, Рјепин је наставио да ради на слици и након што је купљена, уносећи неколико промена током 1885, 1887. и 1888. године, првенствено на лицу човека који је улазио у просторију.
Руски уметник и ликовни критичар Игор Грабар написао је да су слике Нису га очекивале и Иван Грозни и његов син Иван постале врхунска остварења Рјепинове каријере, док је историчар уметности Димитри Сарабјанов описао слику као „један од врхунаца руске уметности у деветнаестом веку“. Експерт за уметност Алексеј Федоров-Давидов назвао је дело „најзначајнијим и најмонументалнијим“ од уметникових радова на револуционарне теме.

## Историја

### Позадина
Иља Рјепин је завршио седам година студија на Империјалној академији уметности 1871. године и награђен је Великом златном медаљом академије за слику „Васкрсење Јаирове кћери“, као и титулом уметник класе првог степена са правом на заједничко путовање у иностранство. Од 1873. до 1876. уметник је живео и радио у Француској.
Рјепин се вратио из Париза у Санкт Петербург у јулу 1876. и потом се вратио у свој родни град Чугујев, где је остао до септембра 1877. Затим одлази у Москву, где ће живети и радити током наредних пет година. Рјепин је почео да ради на теми процесије 1877. године. Његов главни рад на ову тему, „Верска процесија у Курској губернији“, започет је 1880. године у Москви, а завршен је 1883. године у Санкт Петербургу, где се уметник преселио у септембру 1882.
Почетком 1880-их, Рјепин је био под великим утицајем атентата на цара Александра II Николајевича од стране Првомартовца, као и јавног погубљења атентатора, којем је присуствовао. Средином касних 1870-их, Рјепин је осмислио идеју о стварању серије слика на тему Народизма, политичког покрета руске интелигенције 1870-их. Прва из серије „Народники” је слика „Под пратњом. На блатњавом путу" (1876), а затим „Хапшење пропагандиста“ (1880–1889), „Пре исповести“ (1879–1885) и „Састанак" (1883).
11. путујућа изложба, на којој је представљена Рјепинова „Верска процесија у Курској губернији“ и неколико других дела, отворена је у Санкт Петербургу у марту 1883. Иља Рјепин и Владимир Стасов отпутовали су у Европу у другој половини маја те године, у посети Берлину, Дрездену, Минхену, Паризу, Мадриду, Венецији и неколико градова у Холандији. Почетком јуна, Рјепин се вратио у Санкт Петербург, а касније се настанио у селу у дачи Мартишкино у близини Оранијенбаума.

## Настанак
Постоје две различите верзије Нису га очекивали . Рад на првом је почео 1883. године и представљао је повратак једне студенткиње својој породици. Ова слика, насликана уљем на дрвету, релативно је малог формата, 45,8 × 37 центиметра.
Петнаест година касније, 1898, Рјепин је прерадио ову верзију, уневши неколико промена у фигуру младе жене, чије је лице подсећало на његову ћерку Надију. Тренутно се налази у колекцијама Третјаковске галерије.
Историчар уметности Иља Зилберштајн је писао о првој верзији Они га нису очекивали у свом чланку из 1948. под насловом „Нове странице креативне биографије Рјепина“. Према његовим речима, на слици је првобитно требало да буде млада девојка као главни лик. Њена револуционарна одећа јако је подсећала на Курсистку сликара Николаја Јарошенка. Иља Зилберштајн сугерише да је Рјепин, када је видео Куртстику и прочитао критике ове слике у штампи, одлучио да замени лик младе девојке у другој верзији своје слике Лик младића.
Године 1884. Рјепин је почео да слика другу верзију слика, која ће постати главна. Била је већих димензија, а лик жене која улази у собу заменио је мушкарац. Сликар је на слици радио у својој сеоској кући у Мартишкину, близу Санкт Петербурга, а за слику је бирао ликове чланове своје породице и познанике. Узор за лик мајке изгнаника је делом лик Вера Алексејевна, Рјепинова жена, а делом Варвара Комарова, ћерка Стасова; за мајку је скицирана Евгенија Чевцова, сликарева тетка; за дете је употребљен лик младог комшије Сергеја Костјучев, који ће касније бити реномирани биохемичар, професор и академик. За лик младе девојке сликар користи изглед Вере Рјепине, сликареве најстарије ћерке и лик собарице запослене код породице Рјепин. Сматра се да је човек који улази реализован по узору на Всеволода Гаршина, чији је портрет Рјепин радио 1884. У једној од верзија слике, сличност са ликом писца је потпуна.
Отац изгнаника је такође приказан у раним скицама, где обавештава све остале о свом скором доласку. Силуету „старца“ помиње и критичар Владимир Стасов Рјепин је у коначној верзији оставио само ликове који су, према његовом мишљењу, били неопходни за психолошки развој теме коју је изабрао те за „кохерентност сценске радње“.

## Путујућа изложба и продаја слике
Слика је од 1884. године укључена као део 12. путујућу изложбу Передвижника, која је тада била у Санкт Петербургу. Павел Третјаков је одлучио да не купи слику рекавши Рјепину да платно има много квалитета, али и недостатака; његова тема га није занимала, али би, како му се чинило, дирнула јавност. Ни сам Рјепин није био у потпуности задовољан начином на који слика визуелно обрађује тему повратка из прогнанства. Слика је као део путујуће изложбе изложена у различитим градовима Русије. На крају путовања, Павел Третјаков је обавестио Рјепина да је одлучио да купи платно. Сликар је такође добио још једну понуду, од Фјодора Терешченка али је одбио да га прода јер је желео да доради мушки лик. Када је посао завршен, Павел Третјаков је коначно успео да набави слику за своју колекцију, подижући откупну цену са 5.000 на 7.000 рубаља.

Рјепин је поново радио на слици током 1885, 1887. и 1888. године. Измене које је направио односиле су се углавном на израз лица прогнаног човека. Изглед платна пре модификација 1885. фотографисао је Андреј Дењер, који је ову фотографију 1884. понудио ликовном критичару Владимиру Стасову.

## Анализа

### Представљени тренутак
Тренутак који слика представља је када човек уђе у собу. Он је изгнаник, највероватније активиста Народне воље, револуционарне политичке организације из 19. века у Русији, који се враћа из забаченог региона Русије. Људи у просторији, за које се чини да су његова породица, га нису очекивали.
Рјепин изражава читав спектар њихових емоција и то у самом тренутку када настају. Постоји неодлучна радост жене која седи за клавиром, жене прогнаника, и дечака, који седи за столом, младе девојке која гледа у страну, која вероватно још увек није схватила ко је тај човек, опрезно чуђење служавке, која стоји на улазу, средовечна жена, у првом плану - његова мајка, чија повијена фигура изражава доживљену дубоку унутрашњу промену.

### Композиција
Емоција човека је такође опипљива. Рјепин је најмање три пута сликао и мењао израз лица и нагиб главе. Он је морао да изабере положај нагиба главе између уздизања јунака и умора мученика, и коначно је задржао израз упитаности и неизвесности, где остаје доминантан приказ и јунаштва и страдања.
Ликовна композиција организована је око фигура изгнаника и његове мајке односно њихове размене погледа. Мајка је спона која повезује њеног сина, још увек странца спрам осталих чланова породице. Покрет који чини према њему, подвучен столицом коју гура у страну, налази се у првом плану слике. Њена рука и рука њене снахе која седи за клавиром, заузимају центар слике.
Споредни ликови, попут детета, који седе за столом у десном делу слике, дају живот, доследност и лирску топлину слици. Томе доприносе и други детаљи, као што је држање девојчице са необично закривљеним ногама и, осетљиво осликан, намештај стана типичан за породицу тадашње интелигенције.
- Детаљи ликова
- Повратник-прогнаник
- Мајка и супруга повратника
- Дечак и девојчица
- Спремачица и куварица

### Симболика
Рјепин такође изражава политичку и духовну димензију повратка који се дешава након осуде за револуционарну активност. У овом периоду руске историје, када су осуде на дуге казне биле бројне, повратак се сматрао „неочекиваним и чудесним догађајем“, па чак и „васкрснућем“. Фигура мајке која се диже из фотеље у сусрет свом сину евоцира третман сцена из Јеванђеља, попут васкрсења Лазара или Тајне вечере у Емаусу . Такође је слична слици Александра Иванова Појава Христа пред народом  и успоставља везу са темом кривице, повратком изгубљеног сина.
Зид стана украшен је репродукцијама које подржавају политичку и моралну симболику слике. То су портрети продемократских писаца Николаја Некрасова и Тараса Шевченка, Христоса на Голготи, који је симбол страдања и помирења, и слика револуционарних интелектуалаца. Ту је и слика цара Александра II на самрти, кога су убили народњаци.
Стилски посматрана, слика је пуна изненађења: бочно осветљење, перспектива, оквир врата и прозор у низу, више рамова, подсећај на холандско сликарство.
Боје су веома добро помешане, „плава је мешана са зеленом, смеђа са сивом и љубичастом, црвени тонови вуку на љубичасто“.

## Рецепција
Критичар Владимир Стасов је високо оценио Нису га очекивали називајући га „ремек делом руске уметничке школе“.
Сликар и критичар Александар Беноа имао је амбивалентан суд о слици. У својој књизи „Историја руског сликарства у 19. веку” слабостима слике сматра вештачку инсценацију, гримасе ликова и примарну нарацију: „Поглед прелази са бомбастичне мелодраме на прилично површне ликове, али се са задовољством зауставља на ентеријеру обрађеном до савршенства, сивини пуној снаге и живој и једноставној слици“.
Ликовни критичар Алексеј Федоров-Давидов назвао је слику „најзначајнијим и најмонументалнијим“ од уметникових радова на револуционарне теме.
Француски историчар Ален Безансон сматра да је слика узорна због шарке коју чини између сликарства и књижевности.
Уметник и ликовни критичар Игор Грабар написао је да су слике „ Нису га очекивали“ и „Иван Грозни и његов син Иван“ постале „највише тачке у Рјепиновој каријери и по снази израза и по сликовитој снази“. Према његовим речима, ниједна друга будућа Рјепинова слика није могла да надмаши ове две. Слично, ликовни критичар Димитри Сарабјанов држао је да је слика „један од врхунаца руског сликарства 19. века“.

## Наслеђе
Слика се појављује на совјетској поштанској марки издатој 1969. године.
Дело је представљено на изложби Рјпеинових слика у Паризу од 5. октобра 2021. до 23. јануара 2022.